# هارتفيغ
هارتفيغ (بالألمانية: Hartwig)‏ هو رئيس أساقفة ألماني، ولد في القرن العاشر، وتوفي في 5 ديسمبر 1023 في سالزبورغ في النمسا.